# Solicitud de Aprobación de Peralta Ramos
Solicitud de Aprobación de Peralta Ramos
En Argentina, el 14 de noviembre de 1873, Peralta Ramos dirige una carta al gobernador Mariano Acosta solicitando "la licencia que fuere necesaria" para trazar un pueblo "ya formado" en las costas del sur de la provincia en el puerto de la "Laguna de los Padres" en el Partido de Balcarce, antes Partido de Mar chiquita en terrenos de su propiedad llamado "Mar del Plata.

## La Carta
```

```

« Al Gobernador de la Prov. de Bs. As. Don Mariano Acosta                             Excelentísimo Señor:                                                    Patricio Peralta Ramos, ciudadano argentino, ante S. E. respetuosamente expongo:                                                                                                                     ” Que vengo a solicitar de la superioridad se sirva acordar  la licencia que fuera necesaria para la traza y formación de un pueblo en el partido de Balcarce, en terrenos de mi propiedad sobre el puerto conocido como ” Laguna de los Padres” , hoy “Mar del Plata, según las explicaciones que  mas adelante expondré. Me permitiré E. S. antes de entrar a las necesarias enunciaciones, manifestar algunos hechos y consideraciones de la importancia actual y futura de aquella localidad, emporio dentro de un tiempo no largo, de la vasta extencion sobre la costa en la parte sur de nuestra provincia.                                                                                     Consagrado a la formación de este pueblo, desde hace muchos años y permaneciendo constantemente en el aquel paraje durante los siete últimos años, conozco exactamente todos todos sus recursos y elementos de desarrollo en el porvenir.                                                                                         Dotado de un puerto natural sobre el océano Atlántico, que lo pone en comunicación directa con el extranjero es ventajocisimo para la agrupación de los saladeros con provecho para la industria, para la ganadería y la higiene, pues es muy fácil exportar todos los productos como lo demuestra el hecho de haber entrado y salido durante mi permanencia con carga o con lastre, más de veinte buques de alto bordo sin el menor inconveniente y solo la mala intención de algunos capitanes de buques viejos asegurados eligió alguna vez aquel punto desconocido en general, para naufragar voluntariamente.-1-                                                                                                  No es con los recursos de un particular que pude formarse un puerto seguro y cómodo, pero tengo la convicción aunque incompetente profesionalmente de que un estudio por personas idóneas, demostraría que no se requieren grandes costas para habilitar un puerto que seria de un inmensa importancia, por cuanto esta llamado a ser el punto de salida natural y barata de los valiosos productos que forman la riqueza de aquella vasta extencion de la provincia. Este punto llamado a tan gran desenvolvimiento, es ya hoy un pueblo. Hay en el un gran saladero,cuyo costo primitivo fue de cuatro millones de pesos moneda corriente aproximadamente un muelle de fierro que costo treinta y cinco mil duros -2- hay un molino de agua que puede elaborar la harina suficiente para las necesidades de la localidad; hay una iglesia de piedra y cal, con todo cuanto es requerido, que puede contener cuatrocientas personas erigida recientemente en parroquia provisoria y esta allí el sacerdote que debe regentearla; hay botica, panadería, herrería, zapateria y otros ramos industriales. Esta listo el colegio municipal y hay además más de veinte casas de piedra, madera y ranchos, ocupadas po negocios de diversos géneros.
La población que allí se forma, esta llamada a ser una de las mas felices de la provincia, tanto por su clima como por la veracidad de su suelo. Los ramos a explotar se presentan desde ya  de una manera fácil y productiva.  A corta distancia se halla el gran criadero de lobos marinos cuyo producto estimo en quinientos pesos moneda corriente,por cabeza, siendo esto una mina inagotable. Se halla allí la piedra granito, cal, tierra hidráulica en cantidad suficiente para llenar las necesidades de toda la provincia y en cuanto a la fertilidad de su suelo baste decir que con solo una reja de arado el trigo cosechado ha dado un peso de nueve arrobas y varias libras por fanega. Los demás ramos de agricultura se producen con una mejoría notable sobre otras localidades, con circunstancia especial de no ser allí conocida la hormiga negra.                                                                  Como S. E. lo reconocerá se trata de un pueblo ya formado, con todo los elementos y establecimientos primordiales, que solo requiere la sanción de la autoridad para ser una importante población. Si S. E. me permite, me propongo delinear, amojonar y nivelar convenientemente, un pueblo de cien manzanas de cien varas por costado cada una, divididas unas de otras por calles de veinte varas de ancho las comunes. Las principales de cuarenta y del mismo ancho las de circunvalación cuyo pueblo sera rodeado por quintas y chacras de conveniente extensión, formando su totalidad una área de dos leguas y un quinto de otra; habrá en el siete plazas de doscientas varas por costado cada una. Donare gratuitamente, otorgando la correspondiente escritura, el terreno necesario para edificios públicos a saber: Cementerio, Iglesia, Hospital, Escuela municipal y Juzgado, no pudiendo en ningún tiempo ni caso darle otra aplicación y cuya toma de posesión deberá tener lugar antes de un año por la Municipalidad del Partido.                                                              Sentadas las bases de fundación para este pueblo,en condiciones tan generosas, S. E.  ha de permitir y conceder la legitima y única propiedad para el establecimiento de todo conductor por raíl o vía recta en las calles o caminos públicos en el terreno destinado para el pueblo. La localidad de este pueblo ira sobre el puerto, llevando el nombre de Mar del Plata. En el hay agua potable en abundancia y variantes naturales.
Los mas exigentes para la formación de pueblos nada tendrán que observar en cuanto al que me ocupa, por su situación, salubridad, riqueza y porvenir, y me persuado por ello que S. E. no vacilara en darme su superior aprobación, disponiendo para que el sea una inmediata realidad, que sea el asiento de las autoridades locales,  dando así a los habitantes de aquel partido el gran beneficio de no tener que recurrir a lejanas y diversas localidades, en busca de los que les garanten sus intereses y labores, lo que ocasiona grandes perjuicios pudiendo dirigirse a un punto conocido, en que las autoridades tendrán residencia fija y adonde encontraran cuanto requiere el que deja su hogar o necesita lo preciso para residir en el.                                                               Y para que se levanten todos los edificios públicos requeridos, hay E. S. fondos que tiene reunidos la Municipalidad, los provenientes de la venta de este partido que me habían sido enajenados  y devolví, vendido por mucho mas en remate publico y cuyo producto existe en el Banco, destinado a ese objeto, según el acuerdo general de 27 de Septiembre de 1867, en cumplimiento de la ley de 11 de enero del mismo año-1-, sobre el particular, cuya suma excede de un millón de pesos moneda corriente. y hay ademas el deseo y voluntad  del vecindario del partido que consta de más de sesenta mil habitantes, ansiosos de que  se realice una de sus mas ardientes aspiraciones y decididos a coadyuvar por los medios a su alcance para que esto sea cuanto antes realidad.                    Dictadas esas resoluciones por S. E. acerca del asiento de las autoridades y destinación de los fondos depositados, el pueblo estará inmediatamente formado. No entro en otras muchas consideraciones, que S. E. en su ilustrado criterio alcanza. Sintiendo haberme extendido distrayendo sus recargadas atenciones, dispuesto a dar cuantas explicaciones e informes se creyesen conducentes. por tanto, a S. E. suplico se sirva acordar la formación del pueblo indicado bajo el nombre expresado de “MAR DEL PLATA”, proveyendo en todo de conformidad a lo expuesto y solicitado E. S. – Patricio Peralta Ramos-».

## Las Aprobaciónes
La primera. La cual aprueba proceder a la traza y la formación, es decir, antes que el agrimensor Carlos Chapeaurouge, aprobado por el Departamento Topográfico a solicitud de Peralta Ramos haga la delineación de las calles y plazas y circunvalaciones, tal como la conocemos ahora y se expidió el 10 de febrero de 1874 siendo esta fecha considerada como la fecha de fundación del pueblo de Mar del Plata

« 10 de Febrero de 1874 

Visto el expediente, lo informado por el Departamento Topográfico y lo dictaminado por el fiscal (informe del 22 de Enero)

el Poder  Ejecutivo resuelve:

1º- Aprobar la traza que se proyecta para la formación de un pueblo en los terrenos de la propiedad del Señor Peralta Ramos en el Partido de Balcarce.

2º- Fijar 40 varas de rivera en toda su extensión.

3º- Designar a este pueblo para la permanencia de las autoridades, el que deberá llevar el nombre del Partido.

4º- Que el departamento Topográfico, de acuerdo con el Señor Peralta Ramos, designe la ubicación de los terrenos que se donan para edificios Públicos, siendo entendido que los destinados para escuelas deberán ser de una manzana por lo menos.

5º- Que una vez designados los terrenos donados, se extienda por la escribana de gobierno la escritura correspondiente.

6º- No hacer lugar al privilegio que se solicita para la construcción de las lineas férreas que en lo sucesivo puedan hacerse necesarias.

7º- Comuníquese, publíquese con sus antecedentes y dese al Registro Oficial. ».

La segunda, El 2 de junio El departamento Topográfico se expide sobre el informe de mensura y traza realizadas por Carlos Chapeaurouge. este es un párrafo del mismo:

« Las calles en lo general tienen el ancho de 20 varas, la que circunvala el pueblo tiene 40, habiéndose dejado próximamente este ancho a uno y otro lado del arroyo del puerto que cruza el pueblo. Tambien se han dejado a la costa del mar las expresadas 40 vara. Completándose la traza con el establecimiento de 3 plazas espaciosas en lugares adecuados a juicio del departamento. »

Con fecha 18 de junio de 1874 el Registro Oficial publica:

«Visto lo informado por Departamento Topografico el Poder Ejecutivo resuelve:

1º- Aprobar la mensura y traza del pueblo "Balcarce" practicada por el agrimensor Carlos Chapeaurouge.

2º- Aprobar igualmente la ubicacion dad a los edificios publicos del mismo pueblo y

3º- Que pase este expediente a la Escribania Mayor del Gobierno para el cumplimiento de lo prescrito en el inciso 5º del decreto de 10 de Febrero ultimo, que se registra a fojas 14 vuelta.

 Comuniquese al mensinado Departamento, hagase saber al recurrente, publiquese con el informe de su referencia e insertese en el Registro Oficial.»

## Patricio Pascual Peralta Ramos

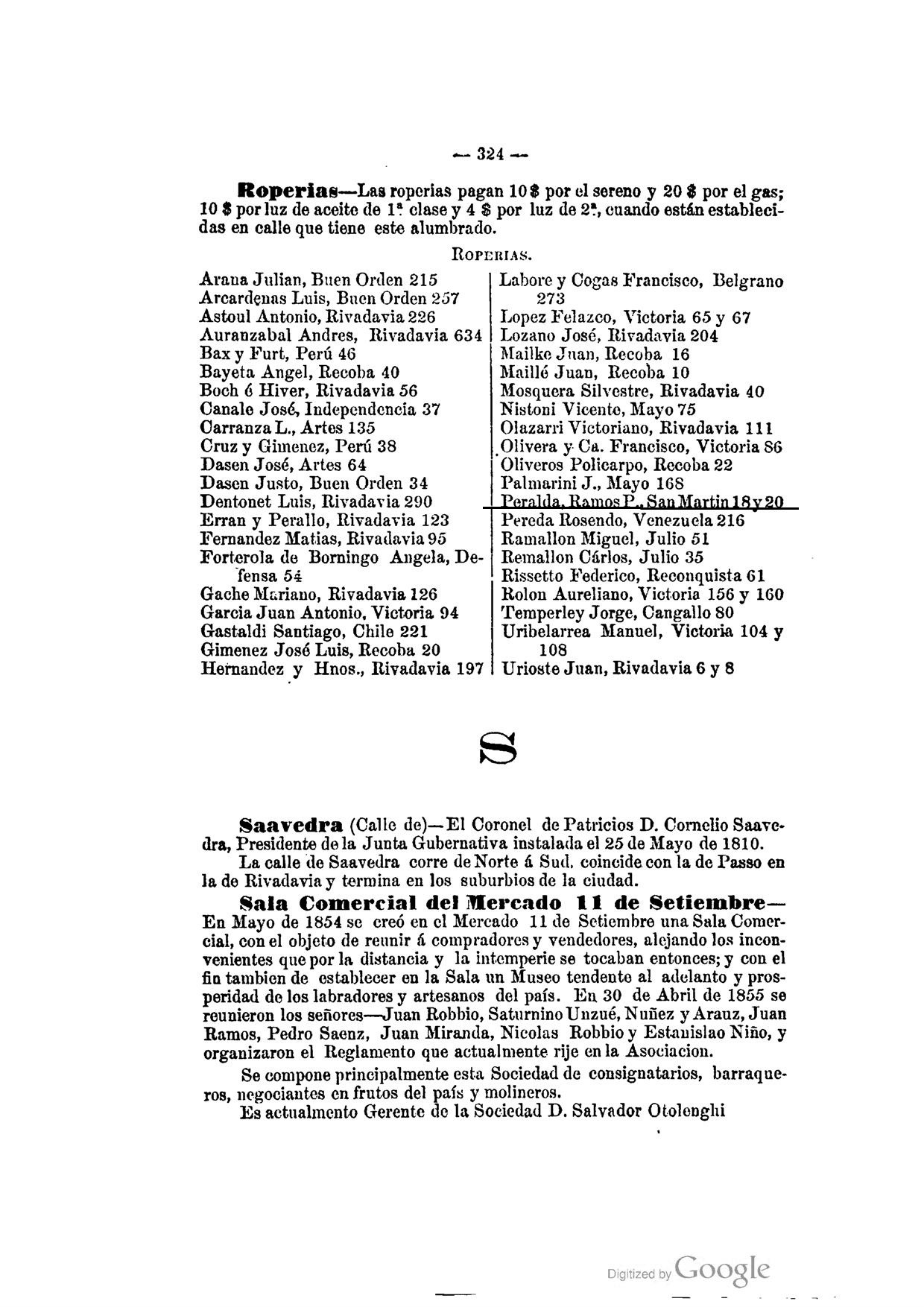
Página del Diccionario de Buenos Aires, o sea guia de forasteros 1864 de se lee la dirección de la "ropería" de Peralta Ramos

Patricio Pascual Peralta Ramos (nació el 17 de mayo de 1814 en Buenos Aires, en el barrio de Catedral al norte en la Parroquia de Ntra Sra de la Merced, donde fue bautizado el día 18 de mayo. - Falleció el 25 de abril de 1887, en Mar del Plata, Partido de General Pueyrredon (desde octubre de 1879), Argentina.

Fue comerciante, propietario de una tienda de ropería y diversos géneros ubicada en la calle San Martín n.º 18 y 20 donde también vivía con su familia desde octubre de 1844 se la compra a Simon Pereyra también tendero según Roberto Barili Don Patricio aprendió el oficio de este y luego se independizo adquiriendo su propiedad. A Don Simon Pereyra se le puede ubicar en la guia de Forasteros de 1833 ubicado en la calle de la Catedral n.º 16 o sea la dirección citada según la nomenclatura de la época de la operación. Si bien poseía fracciones de tierras en Rojas y Azul su "debut" como estanciero fue cuando adquirió el establecimiento "Laguna de los Padres" 52 y 1/2 leguas cuadradas en 1860.

Caso con Maria Cecila Rita del Corazón de Jesus Robles Olavarrieta el 30 de junio de 1840 en la iglesia de San Ignacio. Cecilia Robles falleció el 12 de febrero de 1861. Sus hijos fueron:
- Mercedes Serviliana,
- Cecilia Romula
- Isidora Julia
- Maria Celestina
- Maria del Rosario
- Manuela Angélica
- Jacinto José Luis
- Eduardo Maria
- Jose Teofilo Alberto
- Rafael José Antonio
- Luis Gonzaga
- Jorge Jose Hermenegildo Peralta Ramos